# Kurt Welin
Kurt Welin, född 4 februari 1896 i Stockholm, död 18 mars 1930 i Landskrona, var en svensk skådespelare. 
Welin studerade vid Dramatiska teaterns elevskola. Sitt sista framträdande gjorde han på Landskrona teater i en Fridolf Rhudin-turné.
Han är begravd på Bromma kyrkogård i Stockholms län.

## Filmografi i urval
- 1919 – Ett farligt frieri
- 1920 – Prästänkan
- 1920 – Bomben
- 1922 – Det omringade huset
- 1922 – Kärlekens ögon
- 1923 – Eld ombord
- 1924 – Sten Stensson Stéen från Eslöv
- 1925 – Öregrund-Östhammar
- 1926 – Ebberöds bank
- 1926 – Flickan i frack
- 1927 – Drottningen av Pellagonien
- 1928 – Synd
- 1929 – Säg det i toner
- 1929 – Ville Andesons äventyr

## Teater

### Roller (ej komplett)
| År   | Roll                         | Produktion                                                               | Regi             | Teater        |
| ---- | ---------------------------- | ------------------------------------------------------------------------ | ---------------- | ------------- |
| 1915 | Gustou                       | Äventyret Gaston Arman de Caillavet och Robert de Flers                  | Karl Hedberg     | Dramaten      |
| 1918 | Pulcinella, Pierrots betjänt | Pierrots drama Sil-Vara                                                  | Anders de Wahl   | Dramaten      |
| 1919 | Didier                       | Äventyret Gaston Arman de Caillavet och Robert de Flers                  | Karl Hedberg     | Dramaten      |
| 1920 |                              | En balnatt Oscar Straus, Leopold Jacobson och Robert Bodanzky            | Elvin Ottoson    | Oscarsteatern |
| 1921 | Enterich, fångvaktare        | Tiggarstudenten Karl Millöcker, Richard Genée och Friedrich Zell         | Elvin Ottoson    | Oscarsteatern |
| 1923 |                              | Madame Pompadour Rudolf Schanzer, Ernst Welisch och Leo Fall             | Nils Johannisson | Oscarsteatern |
| 1923 | Reg. vid Apollovarietén      | Gri-Gri Paul Lincke, Heinrich Bolten-Baeckers och Jules Chancel          | Elvin Ottoson    | Oscarsteatern |
| 1924 | Inspicienten                 | Operettprinsessan Richard Kessler, Will Steinberg och Walter Brommé      | Nils Johannisson | Oscarsteatern |
| 1924 |                              | Kvinnan i purpur Jean Gilbert, Leopold Jacobson och Rudolf Oesterreicher | Nils Johannisson | Oscarsteatern |
| 1926 | Greve Roderich von Wildammer | Hjärtekrossaren Hermann Haller och Eduard Künneke                        | Oskar Textorius  | Oscarsteatern |
| 1927 |                              | Som i ungdomens vår Walter Kollo och Willy Bredschneider                 | Arvid Petersén   | Södra Teatern |
| 1927 | Trollpojken                  | Sagan om det fula trollets hjärta Ludde Sunnerstedt                      | Arvid Petersén   | Södra Teatern |